# Březová u Zlína
Březová (deutsch Brzezowa, 1939–1945 Birkenwald) ist eine Gemeinde in Tschechien. Sie liegt zwei Kilometer nordwestlich von Slušovice und gehört zum Okres Zlín.

## Geographie
Březová befindet sich in den südlichen Ausläufern der Hosteiner Berge am Übergang zur Freistadtler Senke (Fryštácká brázda) und dem Wisowitzer Bergland. Das Dorf liegt am Rande des Naturparks Hostýnské vrchy auf einer Anhöhe zwischen den Tälern der Dřevnice und ihres Zuflusses Ostratky. Nördlich erheben sich die Dubíčka und Sobolice (450 m) und der Nad Bařinami (534 m), im Nordosten der Miluchov (506 m) sowie südöstlich der Chrasť (438 m). Nordöstlich des Dorfes wird die Dřevnice in der Talsperre Slušovice gestaut, gegen Südwesten liegt der Stauweiher Ostrata.
Nachbarorte sind Hrobice im Norden, Nové Svory und Trnava im Nordosten, Bílá Hlína und Neubuz im Osten, Slušovice im Südosten, Vratišov und Veselá im Süden, Hvozdná im Südwesten, Štípa im Westen sowie Ostrata und Velíková im Nordwesten.

## Geschichte
Die erste schriftliche Erwähnung des zur Herrschaft Lukov gehörigen Dorfes Brzezowa erfolgte 1407 in den Libri citationum (Ladungsbücher/knihy půhonné) zusammen mit Ostrata, Veselá und Lužkovice als Besitz des Ješek von Sternberg. Nachdem die Güter in der ersten Hälfte des 15. Jahrhunderts strittig geworden waren, gehörte Brzezowa von 1453 an immer zur Burg Lukov. Als Aleš der Jüngere von Sternberg 1480 die Herrschaft erbte, wurde Brzezowa ausdrücklich erwähnt. Ludmila von Sternberg überschrieb 1516 in der Landtafel Brzezowa und weitere Güter an Wilhelm Kuna von Kunstadt. Später erwarben die Nekesch von Landek die Güter. Lukrezia von Witschkow, geborene Nekesch von Landek, die 1607 die Herrschaft geerbt hatte, heiratete 1609 Albrecht von Waldstein. Dieser versuchte vergeblich seine Untertanen zu rekatholisieren. 1625 trat Waldstein Lukov mit allem Zubehör an den Kaiser ab, der die Herrschaft an Stephan Schmidt von Freihofen übergab. Von diesem erwarben 1628 die Minkwitz von Minkwitzburg die inzwischen stark verschuldete Herrschaft. Als Folge des Dreißigjährigen Krieges lagen noch 1656 zwei der 14 Anwesen des Dorfes wüst. Die Vogtei war vom Frondienst befreit; sie war jedoch gegenüber der Herrschaft zu Häscherdiensten bei der Gestellung zum Militär, zur Ablieferung von Haselhühnern und für die Einteilung der Untertanen zur Fron nach Bedarf verpflichtet. Die tschechische Schule in Brzezowa wurde im selben Jahre der katholischen Pfarre Slušovice unterstellt. Seit 1671 wurde das Dorf als Bržesowa bezeichnet. 1710 kauften die Herren von Rottal Lukov. Johann von Rottal veräußerte die Güter 1724 an Johann Friedrich Graf von Seilern-Aspang, dessen Nachkommen den Besitz bis 1945 hielten. Ab 1751 wurde der Ortsname Bržezowa verwendet. Im Jahre 1790 bestand das Dorf aus 37 Häusern und hatte 216 Einwohner. 1834 lebten in den 49 Häusern von Bržezowa 336 Personen. Bis zur Mitte des 19. Jahrhunderts blieb das Dorf immer zur Herrschaft Lukov zugehörig.
Nach der Aufhebung der Patrimonialherrschaften bildete Bržezowa ab 1850 eine Gemeinde in der Bezirkshauptmannschaft Uherský Brod. Ab 1855 gehörte die Gemeinde zum Bezirk Vizovice und ab 1868 zum Bezirk Holešov. Im Jahre 1869 hatte das Dorf 394 Einwohner. Der heutige Ortsname Březová findet seit 1872 Verwendung. 1890 bestand der Ort aus 64 Häusern und hatte 326 Einwohner. Zwischen 1890 und 1891 entstand in Březová eine eigene Dorfschule. Im Jahre 1900 war die Zahl der Häuser unverändert, die Einwohnerzahl hatte sich auf 359 erhöht. Diese waren im Gegensatz zu den evangelisch geprägten Dörfern der Mährischen Walachei ausnahmslos katholisch. Im selben Jahre gründete sich die Freiwillige Feuerwehr. 1912 begannen Untersuchungsarbeiten für den Bau einer Talsperre im Janůvky-Grund. Infolge des Ersten Weltkrieges und des Zusammenbruches der k.u.k. Monarchie kam das Talsperrenprojekt zum Erliegen. Nach der Gründung der Tschechoslowakei 1918 mussten die Grafen Seilern unfreiwillig einen Teil ihres Großgrundbesitzes verkaufen. Dazu gehörte auch der Neuhof (Nové Dvory) im Tal der Dřevnice. 1929 wurde der Fahrweg nach Nové Dvor hergestellt und 1933 in Březová eine Außenstelle der Bürgerschule Slušovice eröffnet. Das herrschaftliche Waldgebiet Janůvky wurde 1935 unter den Gemeinden Březová, Hrobice, Slušovice und Trnava aufgeteilt. Am 1. Oktober 1935 wurde Březová elektrifiziert und im selben Jahre das Dorf dem neuen Bezirk Zlín zugeordnet. Vor der Volksschule wurde am 19. Juli 1936 ein Denkmal für T.G. Masaryk enthüllt. Nach der deutschen Besetzung erhielt der Ort den eingedeutschten Namen Birkenwald. Ab 1950 gehörte Březová zum Okres Gottwaldov-okolí und ab 1960 wieder zum Okres Gottwaldov, der nach der politischen Wende seit 1990 wieder den Namen Okres Zlín trägt. In den 1970er Jahren entstand im Janůvky-Grund die Trinkwassertalsperre Slušovice. 1976 wurde Březová nach Slušovice eingemeindet. 1977 bestand das Dorf aus 123 Häusern und hatte 500 Einwohner. Im Jahre 1990 löste sich das Dorf wieder von Slušovice los und bildete eine eigene Gemeinde. Das Dorf ist bekannt für seinen Sliwowitz.
Březová führt seit 1996 ein Wappen und Banner. Ersteres zeigt auf blauem Schild acht achtzackige goldene Sterne als Symbol für die Herren von Sternberg. Mittig befindet sich ein silberner Schild mit einer Birke in natürlicher Farbgebung.

## Ortsgliederung
Für die Gemeinde Březová sind keine Ortsteile ausgewiesen. Zu Březová gehört ein Teil der Ansiedlung Nové Dvory (Neuhof).

## Sehenswürdigkeiten
- Wegekreuz am Abzweig nach Nové Dvory
- T.G. Masaryk-Statue, die ursprüngliche 1936 geschaffene Figur wurde während des Zweiten Weltkrieges zunächst in der Schule versteckt und später durch die Besatzer zerstört. Nach Kriegsende wurde eine neue Statue enthüllt.
- Aussichtspunkt Dubíčka, nördlich des Dorfes
- Stauweiher Ostrata, Erholungsgebiet
- Trinkwassertalsperre Slušovice